# Andrij Russol
Andrij Anatoliyowytsch Russol (ukrainisch Андрій Русол, wiss. Transliteration Andrij Rusol; * 16. Januar 1983 in Kirowohrad) ist ein ehemaliger ukrainischer Fußballspieler.
Russol begann das Fußballspielen bei seinem Heimatverein FK Sirka Kirowohrad und hatte dort schon einen Erstligaeinsatz, bevor er mit 16 Jahren zum Ligakonkurrenten Krywbas Krywyj Rih kam. Dort entwickelte er sich zum Stammspieler in der Abwehr. 2003 wechselte er dann zum Spitzenclub Dnipro Dnipropetrowsk, wo er 2011 seine Karriere beendete.
In der ukrainischen Nationalmannschaft hatte er 2004 seinen ersten Auftritt. Durch überzeugende Leistungen spielte er sich in den Stamm des Teams, und in den Qualifikationsspielen für die Fußball-Weltmeisterschaft 2006 in Deutschland spielte er durch. Durch die erfolgreiche erstmalige Qualifikation der Ukraine für eine WM kam er im Aufgebot zu seinen ersten WM-Einsätzen. Russol schoss das allererste Tor der ukrainischen Nationalmannschaft bei einer Weltmeisterschaft im Gruppenspiel gegen Saudi-Arabien.
| Personendaten    | Personendaten                                                                   |
| ---------------- | ------------------------------------------------------------------------------- |
| NAME             | Russol, Andrij                                                                  |
| ALTERNATIVNAMEN  | Русол, Андрій (ukrainisch); Russol, Andrij Anatoliyowytsch (vollständiger Name) |
| KURZBESCHREIBUNG | ukrainischer Fußballspieler                                                     |
| GEBURTSDATUM     | 16. Januar 1983                                                                 |
| GEBURTSORT       | Kirowohrad, Ukrainische SSR                                                     |